# Laimosemion
Laimosemion là một chi trong họ rivuline kể cả Rivulus

## Các loài
Hiện hành có 26 loài đã được ghi nhận
- Laimosemion agilae (Hoedeman, 1954)
- Laimosemion altivelis (Huber, 1992)
- Laimosemion amanapira (W. J. E. M. Costa, 2004)
- Laimosemion breviceps (C. H. Eigenmann, 1909)
- Laimosemion cladophorus (Huber, 1991)
- Laimosemion corpulentus (Thomerson & Taphorn, 1993)
- Laimosemion dibaphus (G. S. Myers, 1927)
- Laimosemion frenatus (C. H. Eigenmann, 1912)
- Laimosemion geayi (Vaillant, 1899)
- Laimosemion gransabanae (Lasso, Taphorn & Thomerson, 1992)
- Laimosemion jauaperi W. J. E. M. Costa & Bragança, 2013[2]
- Laimosemion kirovskyi (W. J. E. M. Costa, 2004)
- Laimosemion lyricauda (Thomerson, Berkenkamp & Taphorn, 1991)
- Laimosemion mahdiaensis (Suijker & Collier, 2006)
- Laimosemion nicoi (Thomerson & Taphorn, 1992)
- Laimosemion paryagi Vermeulen, Suijker & Collier, 2012 (Paryag's killifish)[4]
- Laimosemion rectocaudatus (Fels & de Rham, 1981)
- Laimosemion romeri (W. J. E. M. Costa, 2003)
- Laimosemion sape (Lasso-Alcalá, Taphorn, Lasso & León-Mata, 2006)
- Laimosemion strigatus (Regan, 1912)
- Laimosemion tecminae (Thomerson, Nico & Taphorn, 1992)
- Laimosemion torrenticola (Vermeulen & Isbrücker, 2000)
- Laimosemion uakti (W. J. E. M. Costa, 2004)
- Laimosemion uatuman (W. J. E. M. Costa, 2004)
- Laimosemion ubim W. J. E. M. Costa & Lazzarotto, 2014[3]
- Laimosemion xiphidius (Huber, 1979)